# 第二彼得斯多夫
第二彼得斯多夫是奥地利施泰尔马克州费尔德巴赫县的一个市镇。总面积15.09平方公里，总人口858人，人口密度56.9人/平方公里（2001年）。